# Joe Cunningham
Joseph Robert Cunningham, Jr. (Paterson, 27 de agosto de 1931 - Chesterfield, 25 de marzo de 2021) fue un primera base y jardinero de béisbol estadounidense que jugó doce temporadas en la Major League Baseball (MLB). Jugó para los St. Louis Cardinals, los Chicago White Sox y los Texas Rangers desde 1954 hasta 1966. Bateó y lanzó con la mano izquierda, y fue dos veces All-Star.
Cunningham bateó .291 con 980 hits en 1,141 juegos en su carrera. Terminó su carrera con más bases por bolas (599) que ponches (369).

## Primeros años
Cunningham nació en Paterson, Nueva Jersey el 27 de agosto de 1931. Asistió a la escuela secundaria de Lodi en la cercana Lodi. Fue contratado como agente libre aficionado por los St. Louis Cardinals antes de la temporada de 1949.

## Carrera profesional
Cunningham jugó cuatro temporadas en las ligas menores de 1949 a 1951, y la primera parte de la temporada de 1954. Sirvió en el ejército durante dos años durante la Guerra de Corea. Hizo su debut en la MLB el 30 de junio de 1954, a la edad de 22 años, bateando 2 de 5 con su primer jonrón de Grandes Ligas y cinco carreras impulsadas (RBI) en la victoria por 11-3 sobre Cincinnati. Redlegs. En sus primeros cuatro partidos de Grandes Ligas, Cunningham se convirtió en el primer jugador de los Cardinals en conectar al menos dos jonrones. Esta hazaña fue igualada 62 años después, el 6 de abril de 2016, cuando Jeremy Hazelbaker también conectó dos jonrones en sus primeros cuatro juegos.
La temporada de 1959 de Cunningham fue posiblemente su mejor año individual. Lideró la Liga Nacional en porcentaje de embase con .453 y bateó .345 para terminar segundo detrás de Hank Aaron por el título de bateo de la Liga Nacional. Fue seleccionado para el primer y segundo Juego de Estrellas de esa temporada.
Cunningham fue cambiado de los Cardinals a los Chicago White Sox después de la temporada de 1961 a cambio de la estrella Minnie Miñoso. Aunque su primera temporada como primera base de los White Sox fue exitosa, Cunningham nunca se recuperaría por completo de una fractura de clavícula sufrida en una colisión el 3 de junio de 1963. Jugó solo 89 juegos en 1964 y 95 juegos en 1965, con su promedio de bateo cayendo a .231 y .229, respectivamente. Jugó su último partido de Grandes Ligas el 17 de abril de 1966, a la edad de 34 años. Después de retirarse como jugador, Cunningham regresó a los Redbirds y administró su sistema de granja en el nivel de Clase A de 1968 a 1971.
En una carrera de 12 temporadas, Cunningham registró un promedio de bateo de .291 (980-3362) con 64 jonrones, 525 carreras anotadas y 436 carreras impulsadas en 1141 juegos jugados. Su porcentaje de embase fue de .403 (#48 en todos los tiempos) y el porcentaje de slugging fue de .417. Compiló un porcentaje de fildeo de .989. Su posición principal era la primera base, en la que jugó en 608 partidos. También jugó en los jardines, apareciendo en 404 juegos en el jardín derecho y 46 juegos en el jardín izquierdo.

## Vida personal
Cunningham estuvo casado con Kathy Dillard durante 60 años hasta su fallecimiento. Uno de sus dos hijos, Joe III, jugó en las ligas menores durante la década de 1980 y también trabajó como instructor de bateo y gerente en el sistema agrícola de los Cardinals.
Cunningham falleció el 25 de marzo de 2021 en su casa de Chesterfield, Misuri a los ochenta y nueve años.